# Monument des fraternisations
Le monument des fraternisations est un site commémoratif des trêves de Noël qui eurent lieu pendant la Première Guerre mondiale. Situé à Neuville-Saint-Vaast dans le Pas-de-Calais, il est inauguré le 17 décembre 2015 par le président François Hollande.

## Genèse du projet
À partir de Noël 1914, ponctuellement ont lieu des épisodes de fraternisation entre les combattants de la Première Guerre mondiale. Durant l'hiver 1915, dans le secteur de Neuville-Saint-Vaast, les soldats allemands et français subissent des intempéries qui inondent les tranchées et font s'effondrer les abris dans lesquels ils sont confinés. Ils sont contraints d'en sortir, et par une convention tacite, les hostilités cessent. Dans ses Carnets, Louis Barthas décrit « ce singulier spectacle : deux armées ennemies face à face sans tirer un coup de fusil (…) Français et Allemands se regardèrent, virent qu'ils étaient des hommes tous pareils. Ils se sourirent, des propos s'échangèrent, des mains se tendirent et s'étreignirent, on se partagea le tabac, un quart de jus ou de pinard »
,.
Découvrant ce type de fraternisations, Christian Carion effectue des recherches sur ce domaine. Il réalise sur ce thème le film Joyeux Noël, qui connaît le succès lors de sa sortie en salles en 2005. Il crée alors l'association « Noël 14 » qui porte la même année le projet de la création d'un lieu de mémoire dédié aux fraternisations entre soldats durant la Première Guerre mondiale. Il est rapidement soutenu par le conseil régional du Nord-Pas-de-Calais.
Le projet évolue peu, jusqu'à la publication fin 2013 d'une tribune dans le journal Le Monde, intitulée Ces tranchées de la fraternité que Carion conclut par ces termes : « Je fais le souhait que le soir de Noël 2014, une première pierre puisse être posée à l'endroit même où un homme a imaginé ce qui était impensable, les pieds dans la boue de l'Artois. » Il reçoit alors l'appui supplémentaire de Philippe Rapeneau, président de la communauté urbaine d'Arras, laquelle devient maître d'ouvrage du projet.
En février 2015, l'aspect artistique du projet est confié à Gérard Collin-Thiébaut, la réalisation revenant aux architectes paysagistes de Sensomoto, Sarah Kassler et Sylvain Delboy, lauréat 2014 des Albums des jeunes architectes et des paysagistes.

## Description du monument
Une large allée, figurant une tranchée, permet d'accéder au site proprement dit. Les visiteurs franchissent alors une citation de Louis Barthas, écrite en français, anglais et allemand : 

« Qui sait ! Peut-être un jour sur ce coin de l'Artois, on élèvera un monument pour commémorer cet élan de fraternité entre des hommes qui avaient horreur de la guerre et qu'on obligeait à s'entretuer. »

Le site comporte deux zones, où l'on peut approcher six silhouettes en verre translucide, figurant des militaires des trois nations en uniforme, à échelle humaine. Elles constituent deux groupes de trois. Dans l'un d'eux, les soldats jouent au football ; dans l'autre, ils conversent de manière fraternelle, assis.
Les visiteurs peuvent également, avec un smartphone, charger des QR-codes permettant d'accéder à des contenus multimédias, comme des images ou textes d'archives, ou des extraits du film Joyeux Noël.
L'ensemble s'étend sur une surface de 2 500 m2.

## Inauguration
Dans le contexte post-électoral des régionales de 2015, le président François Hollande inaugure le monument le 17 décembre 2015, en présence notamment de Gérard Larcher (LR), président du Sénat, de l'actuel et du futur président du conseil régional de Nord-Pas-de-Calais-Picardie, Daniel Percheron (PS) et Xavier Bertrand (LR), pour lequel le Premier ministre Manuel Valls (PS) avait appelé à voter.
La venue présidentielle est jugée comme un « acte politique », qu'elle soit interprétée comme une « ouverture » ou comme un calcul pour se placer en rassembleur dans la perspective de l'élection présidentielle de 2017,,.
Il s'agit également d'une reconnaissance officielle, par l'État français, de ces fraternisations, « actes de paix en pleine guerre », longtemps passées sous silence par l'armée française,,.